# UNI EN ISO 717
La UNI EN ISO 717 è una norma tecnica che definisce gli indici di valutazione delle grandezze per l'isolamento acustico per via aerea in edifici e di elementi di edificio, prende in considerazione i diversi spettri di livello sonoro di varie sorgenti di rumore quali le sorgenti di rumore all'interno di un edificio e il traffico all'esterno di un edificio, prescrive delle regole per determinare dette grandezze in base ai risultati delle misurazioni effettuate.